# Медали члена Красного Креста
Медали члена Красного Креста — комплекс медалей членов Японского Красного Креста.

## Описание

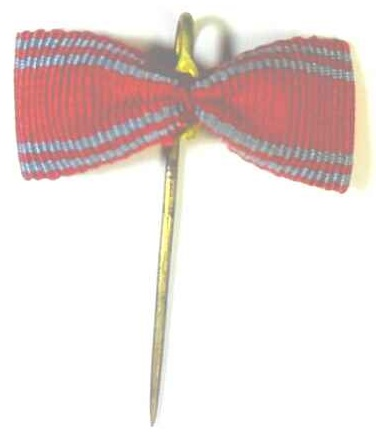
Знак-бант на лацкан кавалера медали

Медали члена общества Японского Красного Креста учреждались с санкции императора и могли носиться награждёнными постоянно, в том числе и на официальных мундирах. Основные медали были учреждены в 1888 году для награждения за пожертвования обществу Красного Креста:
- свыше 10 тыс. иен — вручается Серебряная медаль Особого члена общества.
- свыше 30 тыс. иен — вручается Золотая медаль Особого члена общества.

Медали члена общества Японского Красного Креста имеют диаметр 30 мм. На аверсе всех наград находится композиция, состоящая из изображений павловнии, бамбука, а также мифологической птицы Хоо в сочетании с Женевским красным крестом. На реверсе надпись иероглифами, проходящими двумя горизонтальными линиями: «21-й год Мэйдзи, Общество японского Красного креста». Медали соединяются с лентой при помощи лапки и кольца, на обороте лапки может быть выбит знак японского фонетического алфавита — клеймо места чеканки. Лента единого образца, из муарового шелка красного цвета. По обеим её сторонам расположены парные продольные полосы, отстоящие друг от друга и от края. Цвета полос варьируются от темно-лилового на ранних наградах до фиолетового на более поздних. Причем в эпоху Сёва они были и бледно-голубыми. Женщины носят награды на банте.
Существует три вида медалей:

### Медаль обычного члена Общества
Медаль обычного члена Общества тоже изготавливается из серебра, первоначально не имела розетки. В военные годы чеканилась из сплавов с примесью серебра или из алюминия. В настоящее время её изготавливают также из алюминия, но розетка снова отсутствует. Медаль вручается при вступлении в Общество японского Красного креста.

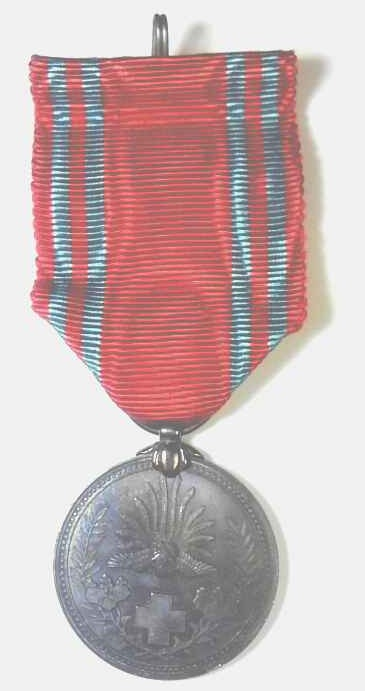
Аверс. Эпоха Мэйдзи
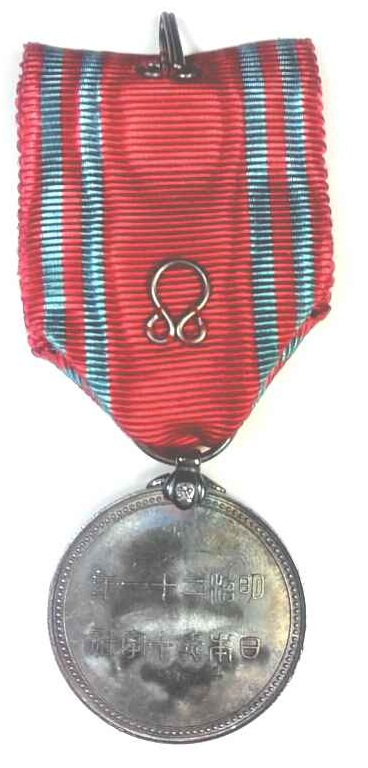
Реверс. Эпоха Мэйдзи
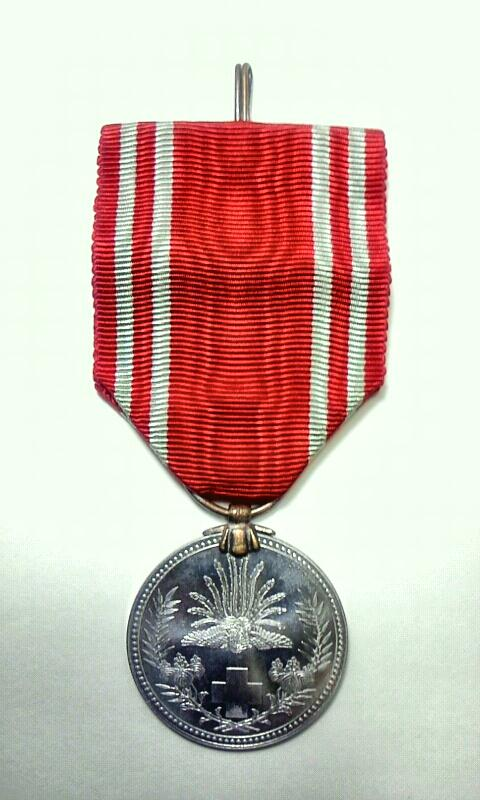
Аверс
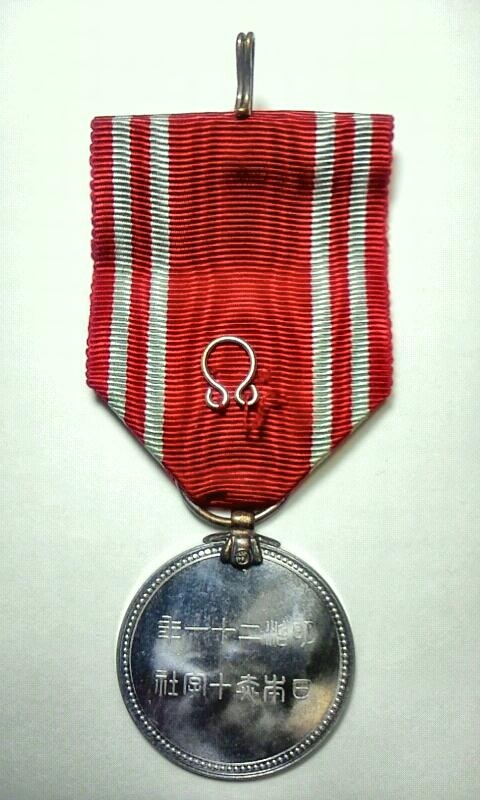
Реверс

### Серебряная медаль особого члена Общества
Медаль изготавливается из серебра (хотя во время войны эти медали чеканились из сплавов с примесью серебра или же из алюминия). Лента имеет розетку диаметром 22 мм из ткани тех же цветов, что и сама лента.  

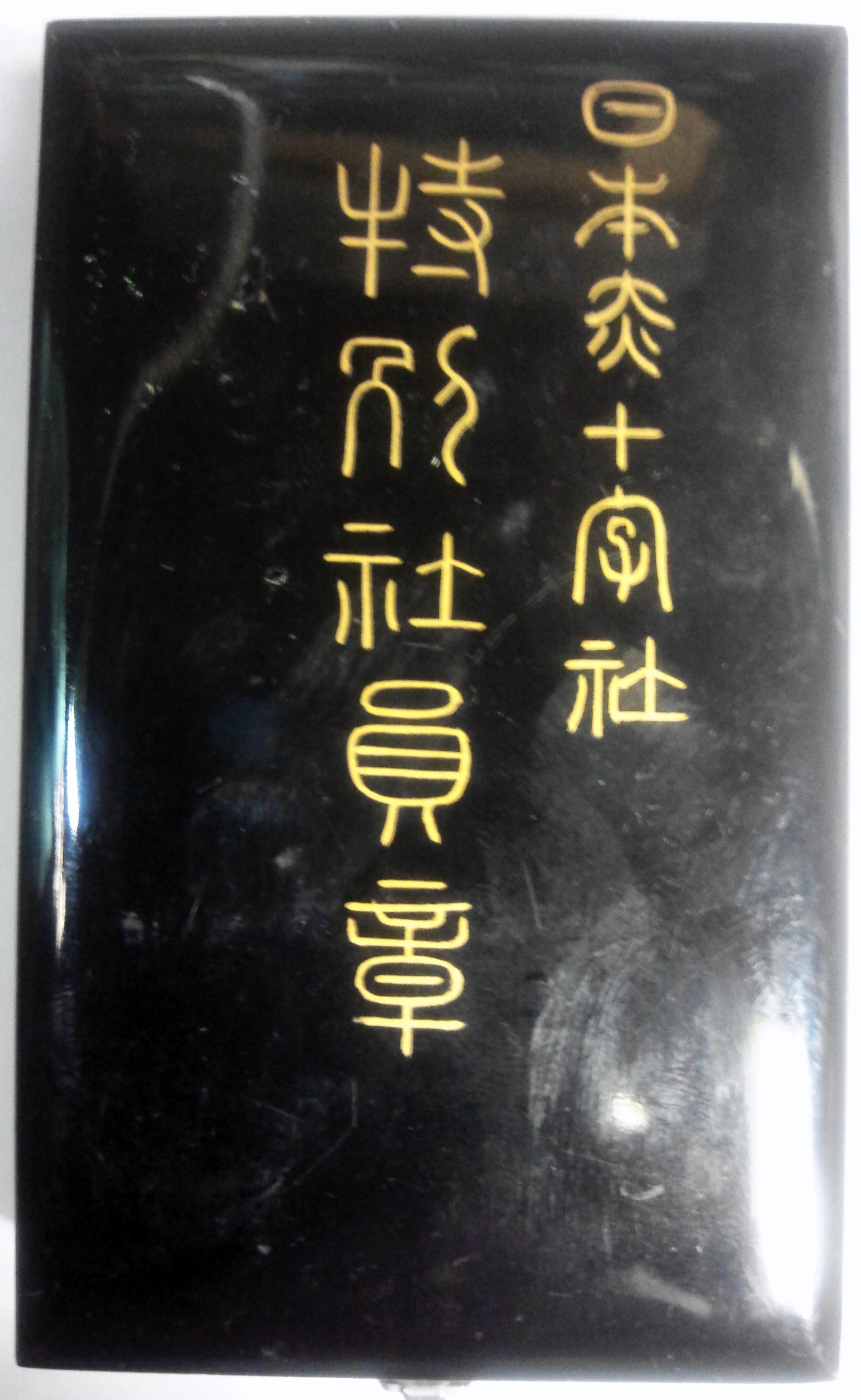
Коробочка
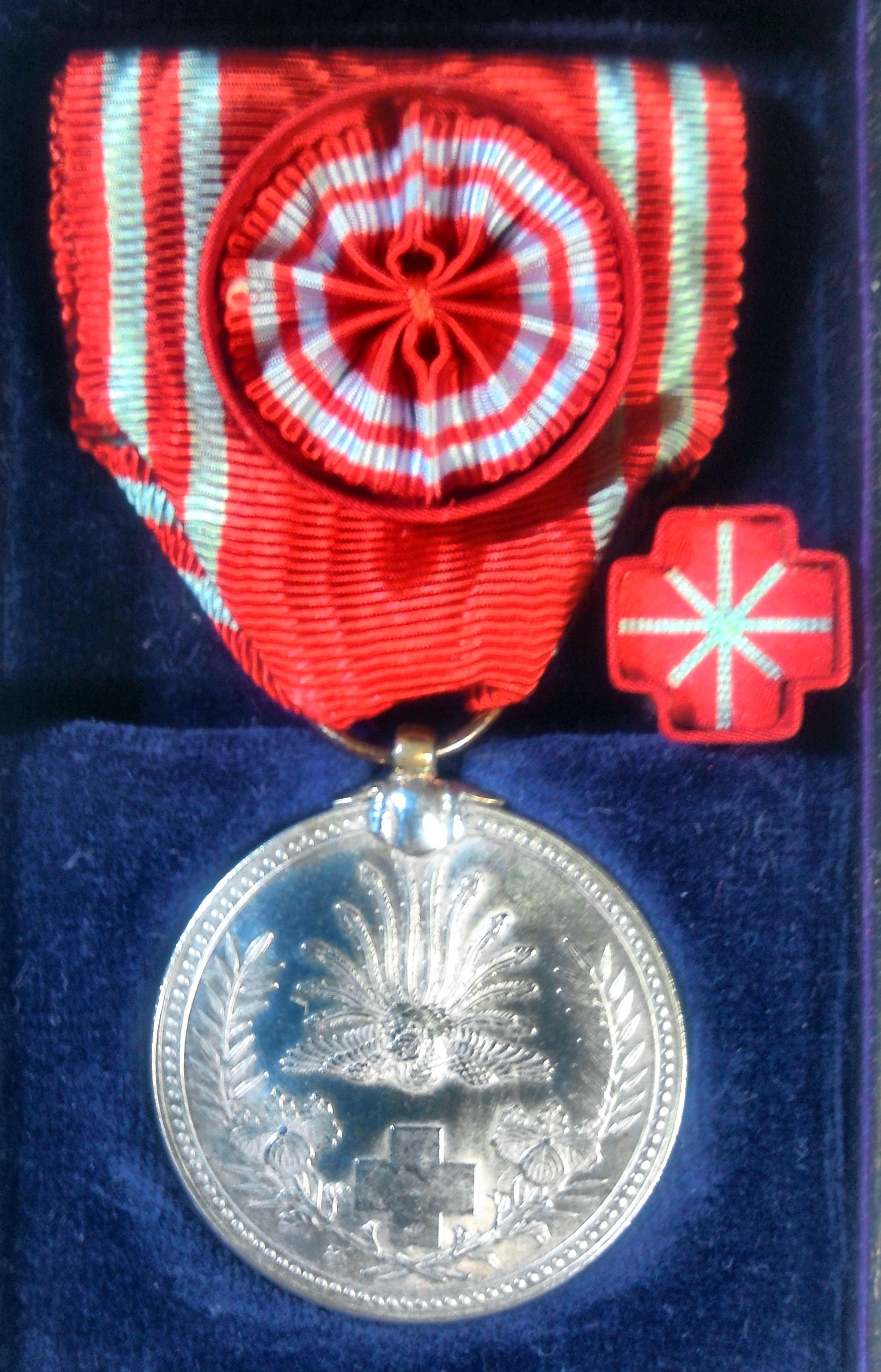
Аверс
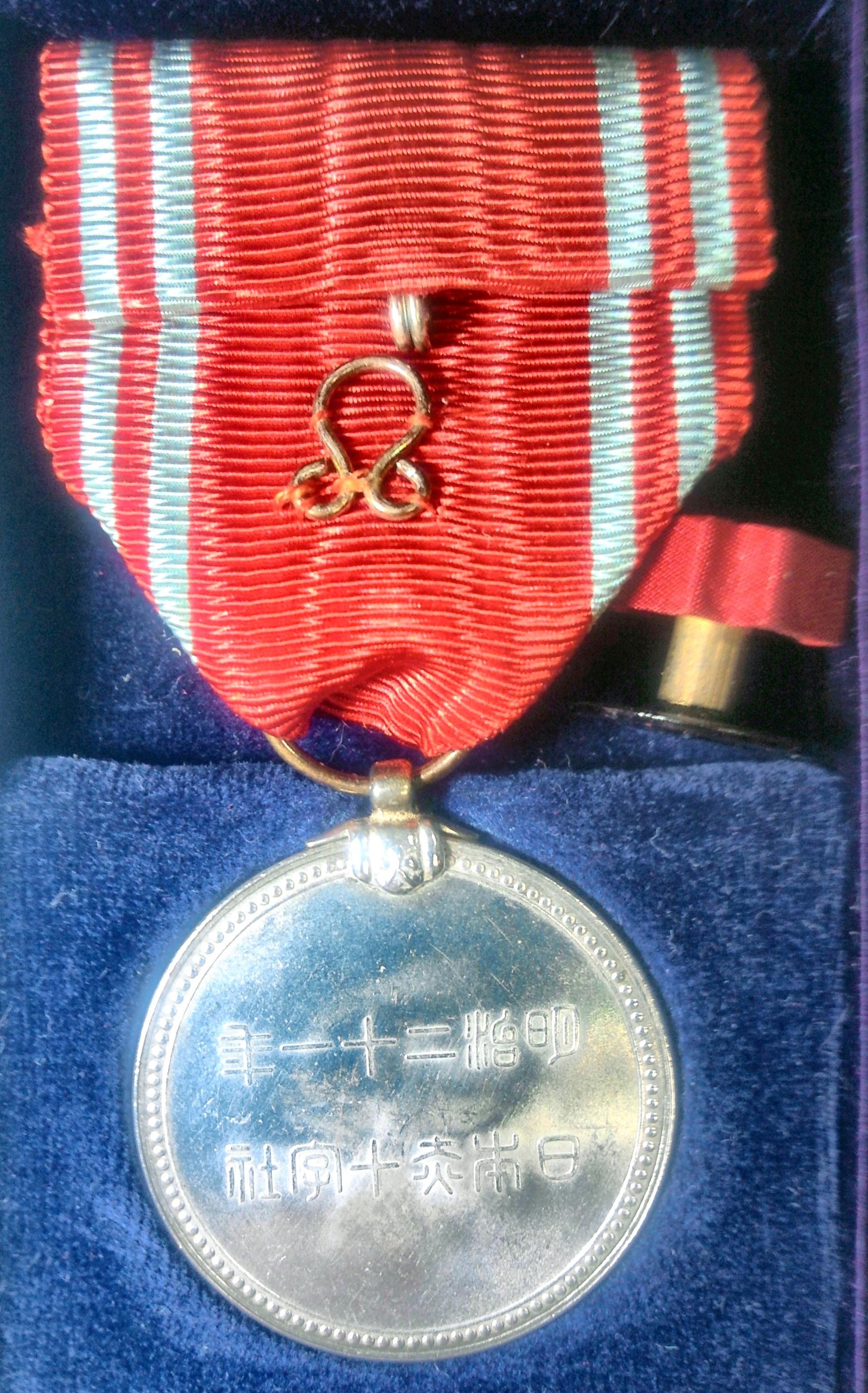
Реверс
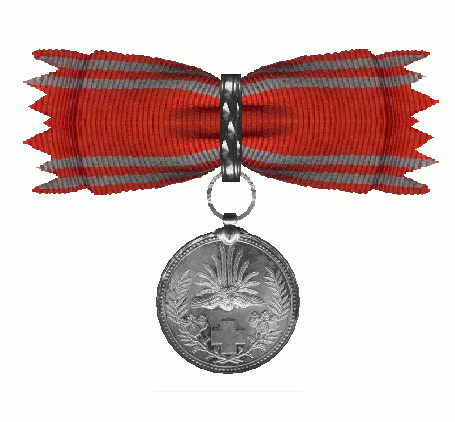
Медаль для женщин

### Золотая медаль особого члена Общества
Учреждена 1 апреля 1956 года. Изготовлена из позолоченного серебра, во всем остальном аналогична Серебряной медали.
Золотым и Серебряным орденами заслуг, а также Золотой и Серебряной медалями особых членов Общества награждаются не только физические лица, но и корпорации, компании и другие организации за денежные пожертвования. 

Версия для корпораций сделана из алюминия, награды имеют ту же форму, что и для индивидуальных лиц, но изготавливаются без кольца для подвески на ленту, прикрепляются вместе с бантом и розеткой на основу, обтянутую темно-синей тканью, и помещаются в деревянную рамку.

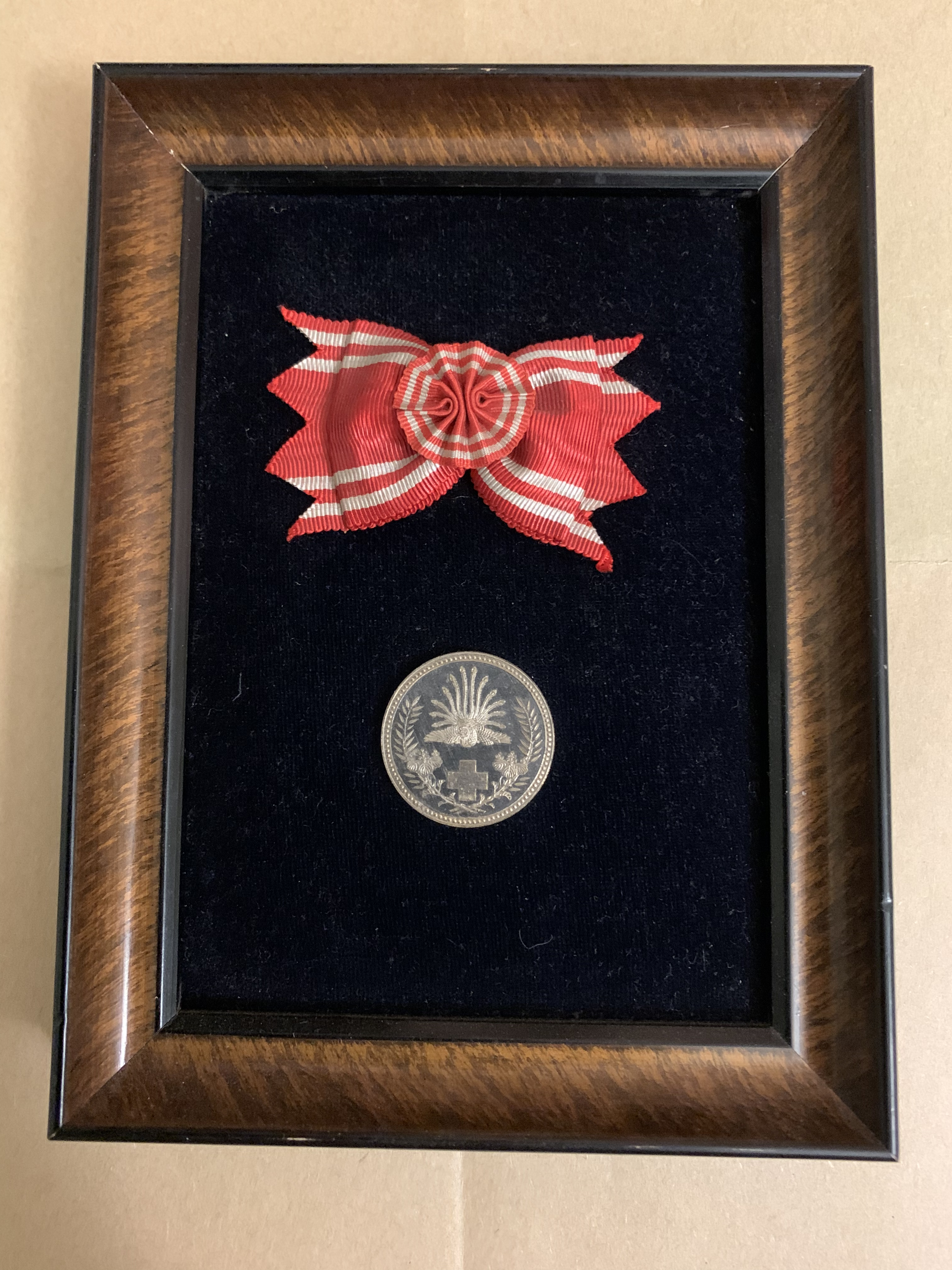
Версия медали для корпораций
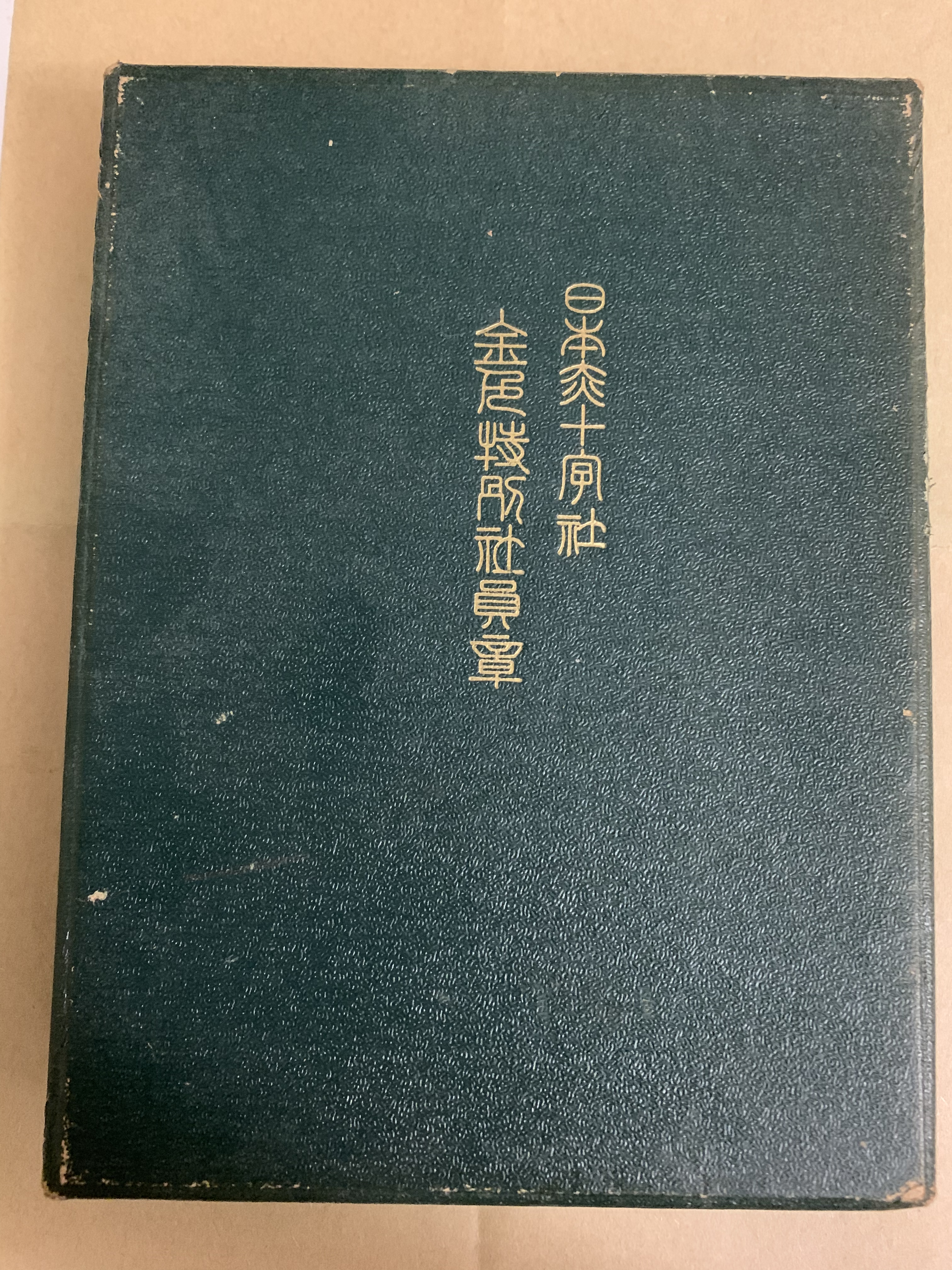
Внешняя коробка

### Памятная медаль Общества
Учреждена вскоре после окончания русско-японской войны Обществом Японского Красного Креста, без санкции императора.
Бронзовая медаль имеет 30 мм в диаметре, аверс как у медалей за членство в Обществе, на реверсе — иероглифы, означающие: «Война 37-38-го годов Мэйдзи, помощь, памятная медаль, Общество японского Красного креста». Носилась на той же ленте с полосами фиолетового цвета, что и медаль за членство в Обществе. Существуют медали с подвеской на планке, на лицевой стороне которой имеется надпись «памятная». В Японии эта награда встречается редко.